# Okrug Ružomberok
Okrug Ružomberok (slovački: Okres Ružomberok) okrug je u središnjoj Slovačkoj u Žilinskome kraju. U okrugu živi 56 278 stanovnika, dok je gustoća naseljenosti 87,01 stan/km². Ukupna površina okruga je 646,79 km². Upravno središte okruga Ružomberok je istoimeni grad Ružomberok s 26 384 stanovnika.

## Stanovništvo
| Godina:     | 1994.  | 2004.   | 2014.   | 2024.   |
| ----------- | ------ | ------- | ------- | ------- |
| Broj ljudi: | 59 516 | 59 136  | 57 403  | 56 278  |
| Razlika:    |        | −0,63 % | −2,93 % | −1,95 % |

| Godina:     | 2023.  | 2024.   |
| ----------- | ------ | ------- |
| Broj ljudi: | 56 488 | 56 278  |
| Razlika:    |        | −0,37 % |

## Gradovi
- Ružomberok

## Općine
| - Bešeňová - Hubová - Ivachnová - Kalameny - Komjatná - Likavka - Liptovská Lúžna - Liptovská Osada | - Liptovská Štiavnica - Liptovská Teplá - Liptovské Revúce - Liptovské Sliače - Liptovský Michal - Lisková - Lúčky - Ludrová | - Ľubochňa - Martinček - Potok - Stankovany - Štiavnička - Švošov - Turík - Valaská Dubová |

## Ostali projekti
|  | Zajednički poslužitelj ima još gradiva o temi Okrug Ružomberok |